# Гнатюк Василь В'ячеславович
Василь В'ячеславович Гнатюк (нар. 8 травня 1955, м. Жовті Води, Дніпропетровська область — пом. 12 листопада 2021) — український історик і статистик футболу. Є автором більш як 150 книг та довідників з історії українського футболу.

## Біографія
Народився у місті Жовті Води Дніпропетровської області, де й закінчив середню школу 1972 року. 1973—1975 рр. — служба в лавах Радянської Армії. 1980 року закінчив Криворізький гірничорудний інститут. В 1980—1991 рр. працював гірничим майстром на шахті «Ювілейна» рудоуправління «Суха Балка».
На початку 1980-х років з'явилися його перші публікації на футбольну тематику в криворізькій міській газеті «Червоний гірник» та обласних — «Прапор юності» і «Зоря». Тоді ж розпочалося співробітництво з київською «Спортивною газетою». 1992 року — з початком першого національного чемпіонату — кореспондент єдиного, на той час, спеціалізованого футбольного видання «Український футбол», а пізніше і всеукраїнської спортивної газети «Команда».
Мешкав в Кривому Розі.
Станом на липень 2013 року написав і видав 87 видань, присвячених криворізькому «Кривбасу».
2019 року отримав Премію імені Сергія Панасюка, якою нагороджують найкращих істориків та оглядачів українського футболу.
Наприкінці жовтня 2021 року захворів на COVID-19. З 25 жовтня перебував в реанімації, а вранці 12 листопада помер.
Відомий за роботами по історії та статистиці українського футболу. Одним з перших систематизував змагання українських команд другої ліги першості СРСР (1971—1991 рр.). Василь Гнатюк — співавтор відомих статистичних щорічників Юрія Ландера «Федерация футбола СРСР» та «Футбол в Украине», з 2002 року брав участь у складанні програмок до футбольних матчів криворізького «Кривбасу».
Автор символічного Клубу бомбардирів другої ліги чемпіонатів СРСР імені Євгена Дерев'яги та Клубу бомбардирів першої ліги України імені Вадима Плотнікова який було засновано у лютому 2014 року редакцією сайту «Футбол 24» та за ініціативою відомого спортивного журналіста Віктора Хохлюка.
26 липня 2024 вулиця Василя Найденка у Кривому Розі перейменована на вулицю Василя Гнатюка.

## Авторські праці

### Книги
- «„Кривбасс“. Полдень века» (рос.);
- «Желтоводский футбол» (рос.).

### Щорічники
- «Футбол: Україна і світ»;
- «Сторінки футбольної історії»;
- «Футболофіл України»;

### Довідники
- «100 зірок українського футболу»;
- «Футбольные клубы Украины в европейских кубковых турнирах»;
- «20 чемпионатов второй лиги»;
- «Збірна України з футболу. 1992—1996 рр.»;
- «Новітня історія українського футболу. 1992—2001. 10 років футбольної незалежності. Клуби. футболісти, тренери, арбітри. Короткий енциклопедичний довідник»;
- «Футбольні зірки України. Хто є хто?».